# Тето Дјетро Колето (Кунео)
Тето Дјетро Колето је насеље у Италији у округу Кунео, региону Пијемонт.
Према процени из 2011. у насељу је живело 10 становника. Насеље се налази на надморској висини од 1070 м.